# Antirhea anodon
Antirhea anodon là một loài thực vật có hoa trong họ Thiến thảo. Loài này được (Miq.) Chaw mô tả khoa học đầu tiên năm 1992.